# 2001 год в боксе
2001 год в боксе.

## Любительские бокс

### Чемпионат Мира
| Весовая категория   | Золото                         | Серебро                      | Бронза                                                            |
| ------------------- | ------------------------------ | ---------------------------- | ----------------------------------------------------------------- |
| До 48 килограмм     | Ян Варела Бартелеми Куба       | Марин Величу Румыния         | Харри Таннамор Филиппины Рональд Сайлер США                       |
| До 51 килограмма    | Жером Тома Франция             | Владимир Сидоренко Украина   | Георгий Балакшин Россия Владимир Александров Болгария             |
| До 54 килограммов   | Гиллермо Ортис Ригондо Куба    | Агаси Агагуль оглу Турция    | Суриэль Ротас Доминиканская республика Сергей Данильченко Украина |
| До 57 килограмм     | Рамазан Палиани Турция         | Галиб Джафаров Казахстан     | Маджид Джелили Швеция Йони Турунен Финляндия                      |
| До 60 килограмм     | Марио Кинделан Куба            | Владимир Колесник Украина    | Александр Малетин Россия Филип Палич Хорватия                     |
| До 63,5 килограммов | Диогенес Мартинес Луна Куба    | Димитр Штилянов Болгария     | Вилли Блен Франция Юрий Золотов Украина                           |
| До 67 килограмм     | Лоренсо Арагон Арментерос Куба | Энтони Томпсон США           | Шерзод Хусанов Узбекистан Джеймс Мур Ирландия                     |
| До 71 килограмм     | Дамиан Остин Куба              | Мариан Симион Румыния        | Ciro ди Корсиа Италия Бюлент Улушой Турция                        |
| До 75 килограмма    | Андрей Гоголев Россия          | Уткирбек Хайдаров Узбекистан | Йорданис Деспен Куба Карл Фрох Англия                             |
| До 81 килограмма    | Евгений Макаренко Россия       | Виктор Перун Украина         | Джон Дови Франция Клаудиу Рашко Румыния                           |
| до 91 килограмма    | Одланьер Фонте Солис Куба      | Дэвид Хэй Англия             | Султанахмед Ибрагимов Россия Вячеслав Узелков Украина             |
| свыше 91 килограмма | Руслан Чагаев Узбекистан       | Алексей Мазикин Украина      | Педро Каррион Куба Виталий Бут Германия                           |

## Профессиональный бокс

### Тяжёлый вес
- 3 марта  Джон Руис в бою за титул чемпиона по версии WBA, победил UD  Эвандера Холифилда.
- 24 марта  Владимир Кличко защитил TKO2 титул WBO в бою с  Дерриком Джефферсоном.
- 22 апреля  Хасим Рахман совершил апсет года и нокаутировал KO5  Леннокса Льюиса в бою за титулы WBC, IBF, IBO и The Ring.
- 4 августа  Владимир Кличко защитил TKO6 титул WBO в бою с  Чарльзом Шаффордом.
- 17 ноября  Леннокс Льюис взял реванш и нокаутировал KO4  Хасима Рахмана в бою за титулы WBC, IBF, IBO и The Ring.
- 15 декабря  Джон Руис в бою за титул чемпиона по версии WBA, свёл вничью SD третий бой с  Эвандером Холифилдом.

### Первый тяжёлый вес
- 23 февраля  Жан Марк Мормек победил UD  Вирджила Хилла и стал новым чемпионом мира по версии WBA.
- Василий Жиров трижды защитил нокаутом титул чемпиона мира по версии IBF.

### Полутяжёлый вес
- Рой Джонс дважды защитил титул абсолютного чемпиона мира.

### Средний вес
- 14 апреля чемпион IBF,  Бернард Хопкинс в объединительном бою победил UD чемпиона WBC,  Кита Холмса
- 29 сентября чемпион IBF и WBC,  Бернард Хопкинс в объединительном бою победил TKO12 чемпиона WBA,  Феликса Тринидада, и завоевал вакантный титул чемпиона по версии The Ring.